# Sandwichtoaster

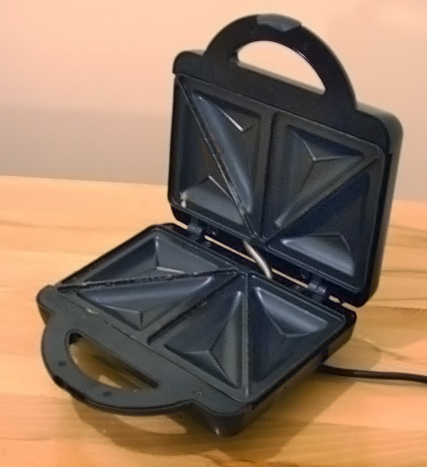
Sandwichtoaster

Ein Sandwichtoaster (auch Sandwichmaker oder Sandwicher) ist ein elektrisches Küchengerät zur Zubereitung von gebackenen Sandwiches. Der Sandwichtoaster ähnelt im Aufbau einem Waffeleisen: ein aufklappbares Heizgerät, in das die zuzubereitenden Sandwiches gelegt werden. Das Gerät wird zusammengeklappt, verriegelt und brät die Sandwiches, indem es die beiden Klappen beheizt und thermostatiert.
Die Heizflächen vieler Sandwichtoaster sind so geformt, dass sie die Sandwiches diagonal einkerben, sodass die üblichen Sandwichdreiecke entstehen. Oft sind die Heizflächen beschichtet, damit das eingelegte Sandwich nicht anhaftet. Man sollte deshalb vermeiden, angebackene Sandwiches mit einer Gabel oder ähnlichem zu lösen, da die Beschichtung zerkratzt werden könnte.
Die ersten Sandwichtoaster wurden ab 1974 von der australischen Firma Breville hergestellt.
Die Heiz- bzw. Anschlussleistung der Geräte für den Privatgebrauch beträgt meist weniger als 1 kW. Sie werden an eine Schutzkontaktsteckdose angeschlossen und besitzen oft keinen Netzschalter. Die Heizung wird mittels eines Temperaturschalters gesteuert, um Überhitzung zu vermeiden. Manche Geräte haben wechselbare Platten, um mehr Funktionen zu bieten (Waffeleisen, Kontaktgrill, Sandwichtoaster).
Meist wird das Sandwich mit Schinken und Käse gefüllt, wobei letzterer beim Erhitzen im Sandwichtoaster schmilzt.